# Anadelphia
Anadelphia es un género de plantas de la familia de las poáceas. Es originario del trópico africano.

## Descripción
Es una planta anual, o perenne; formando matas cespitosas si see comporta como perenne. Culmos de 20 cm a 2 m de altura; herbácea; puede o no estar ramificada en la parte inferior. Nudos expuestos; glabros. Hojas presentes, mayormente basales, o no. Láminas de hojas superiores plenamente desarrolladas. Macollos intravaginales; auriculada (o casi, en virtud de la lígula), o no auriculada. Láminas de hojas lineales; angostas; 0,5–5 mm de ancho; setácea (e.g. A. pumila), o no; chata, acicular; sin venación cruzada; persistente. Lígula membranosa (a veces lateralmente pesada, márgenes auriculados, cuando la lámina se angosta); truncada; cerca de 1 mm de longitud. Contralígula ausente.
Son bisexuales, con espigas bisexuales; flores hermafroditas. Puede ser hermafrodita macho estéril, o hermafrodita estéril. Las espigas fértiles masculina y femenina se mezclan en la inflorescencia. Espigas sobre todo heteromórficas; todas en combinaciones heterogamas. Plantas autofecundadas o cruzadas; chasmógamas (los racimos usualmente larga pedunculada y exserta de la espáteola), o expuesta cleistógama (en A. trepidaria, donde un reducido ‘racimo’ se encubre en la espateola, cf. Monium).

## Citología
El número cromosómico básico del género es x = 10, con números cromosómicos somáticos de 2n = 20, diploide.

## Distribución, ecología, fitogeografía
Las 13 especies del género se encuentran en el África tropical en las sabanas, en suelos delgados.
Paleotropical. Africana. Sudano-Angoleña y bosques arenosos del oeste africano. Sahelo-Sudaniana u sudtropical. 

## Especies
- Anadelphia afzeliana (Rendle) Stapf
- Anadelphia arrecta (Stapf) Stapf
- Anadelphia bigeniculata Clayton
- Anadelphia chevalieri Reznik
- Anadelphia funerea (Jacq.-Fél.) Clayton
- Anadelphia hamata Stapf
- Anadelphia leptocoma (Trin.) Pilg.
- Anadelphia liebigiana H. Scholz
- Anadelphia lomaensis (A. Camus) Jacq.-Fél.
- Anadelphia longifolia Stapf
- Anadelphia macrochaeta (Stapf) Clayton
- Anadelphia polychaeta Clayton
- Anadelphia pubiglumis Stapf
- Anadelphia pumila Jacq.-Fél.
- Anadelphia scyphofera Clayton
- Anadelphia tenuifolia Stapf
- Anadelphia trepidaria (Stapf) Stapf
- Anadelphia trichaeta (Reznik) Clayton
- Anadelphia triseta Reznik
- Anadelphia trispiculata Stapf
- Anadelphia virgata Hack.